# Auguste Serrure
Auguste Serrure (Antwerpen, 2 november 1825 - Schaarbeek, 2 december 1902) was een Belgische kunstschilder.
Er is weinig geweten over zijn privéleven. Hij huwde te Antwerpen op 7 juli 1856 met Paulina Ratinckx. Hij genoot zijn opleiding aan de Antwerpse Kunstacademie onder Ferdinand de Braekeleer, Gustaaf Wappers en Mattheus Ignatius van Bree. Enkele van studiegenoten waren onder meer Louis Van Kuyck, Edouard Hamman, Jozef Janssens de Varebeke en Sebastiaan Pittoors.
Net als zijn leermeesters muntte hij uit in realistische historische taferelen, galante genrestukken en anecdotische afbeeldingen van de Antwerpse bourgeoisie. Er gaat een kalmte en een rust uit van zijn werken, die doet denken aan schilderijen van Alfred Stevens.

## Exposities
Hij exposeerde op het Salon van Antwerpen in 1861 waar hij een beloning kreeg. Hij nam ook deel aan de exposities van het Salon van Brussel in 1863 en 1864, en aan een tentoonstelling in Londen in 1874.

## Musea
Er bevinden zich schilderijen van hem in  KMSKB te Brussel, museum in Leuven, Musée d'Orsay (Parijs) met een herbergscène, Musée de Nantes, en een museum in Philadelphia (VSA)

## Galerij

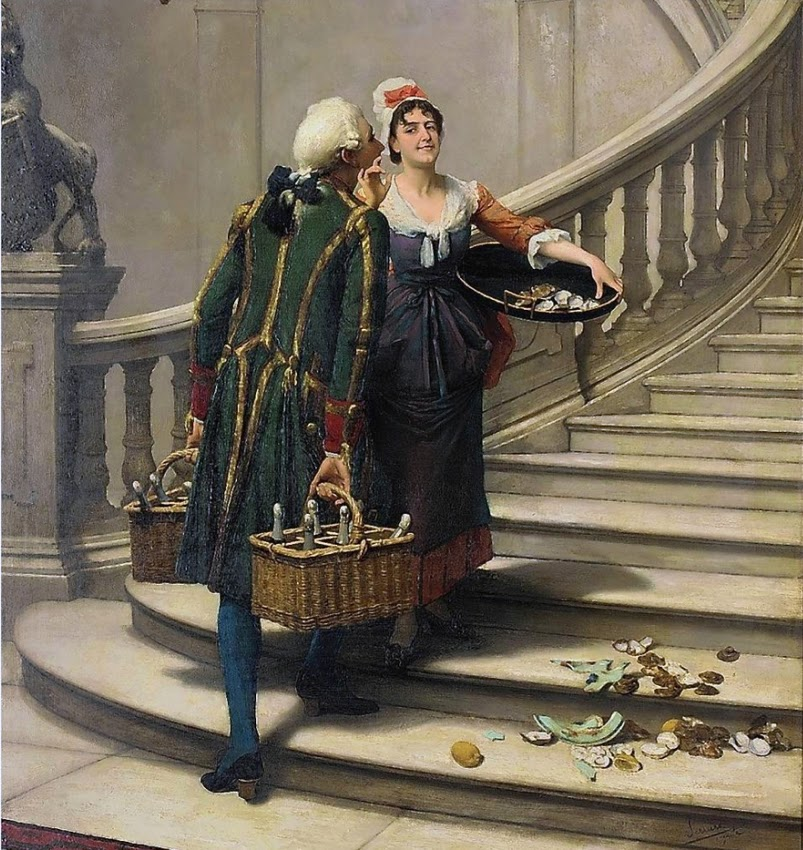
Een afleiding van het werk
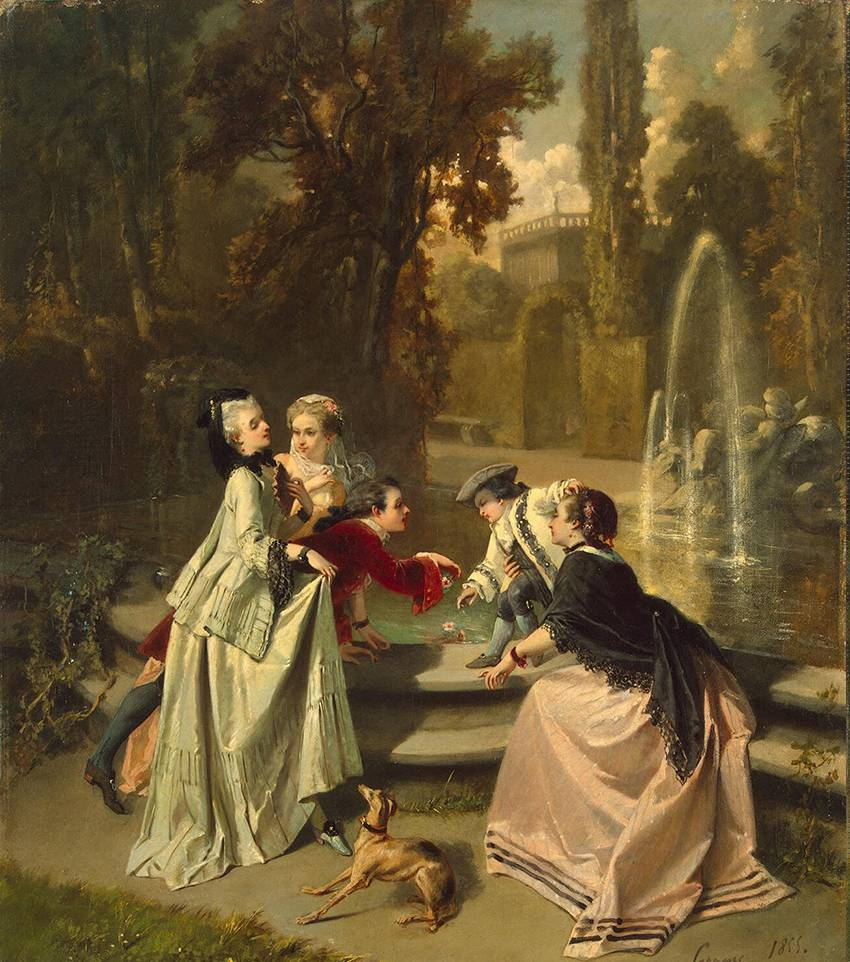
Galante scène
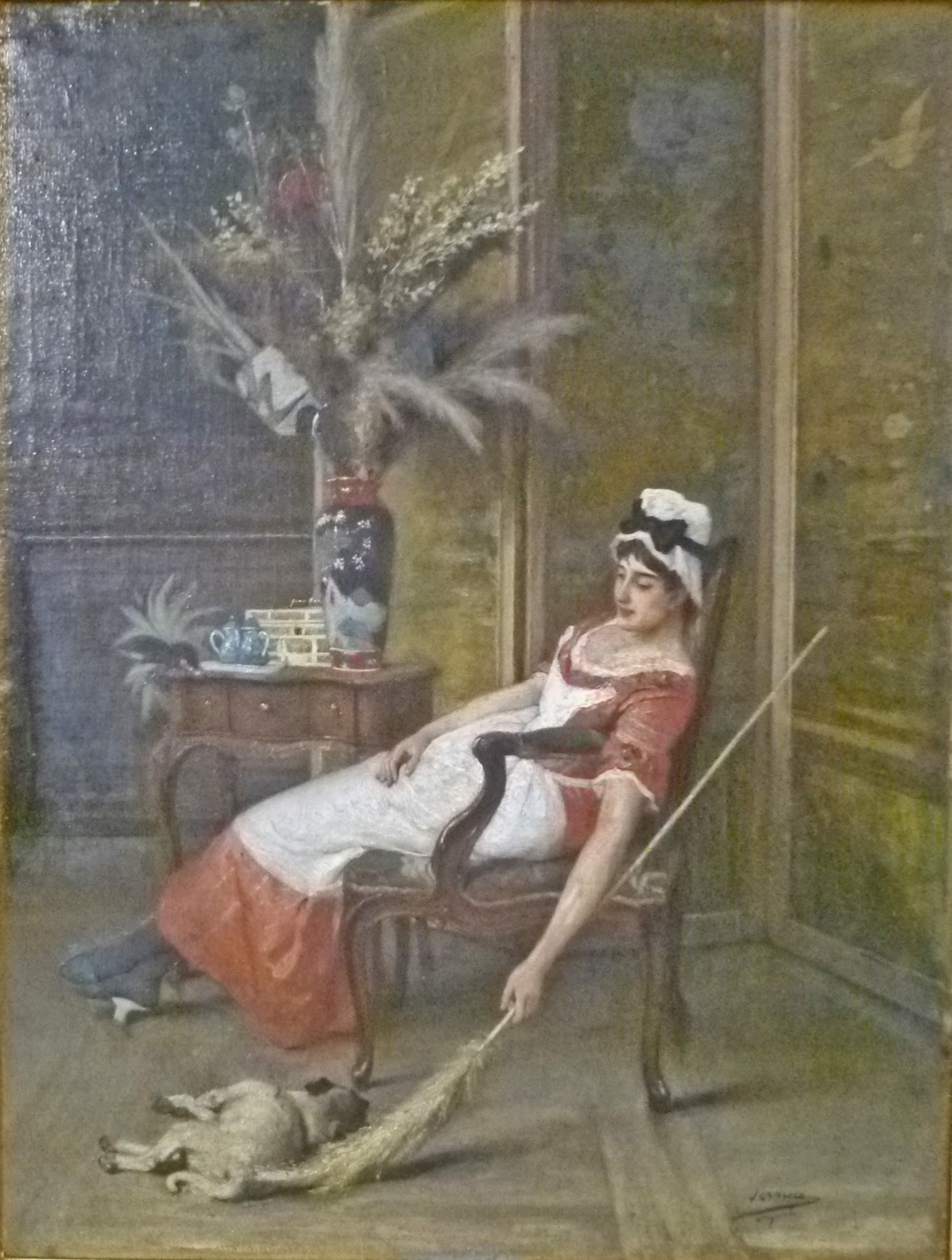
Interieur met jongedame en hondje

- Bibliothèque nationale de France: cb14972272m (data)
- International Standard Name Identifier: 0000 0000 6664 1231
- RKD-Nederlands Instituut voor Kunstgeschiedenis: 72052
- Union List of Artist Names: 500107324
- Virtual International Authority File: 74125344